# Эймерик, Николас
Николас Эймерик (кат. Nicolas Eymeric; 1320[…], Жирона, Каталония — 1399, Жирона, Каталония) — каталонский инквизитор, доминиканский монах.

## Биография
В 1356 году был назначен главным инквизитором Арагонского королевства. Преследовал еретиков с беспощадным упорством, в особенности приверженцев Раймунда Луллия.
Король Хуан Арагонский изгнал Эймерика из своих владений за его чрезмерную жестокость. Эймерик пользовался покровительством римских пап и последние годы своей жизни провёл при Папском дворе в Авиньоне.
По свидетельству его эпитафии, Эймерик написал 11 томов богословских сочинений, но было напечатано и получило известность только одно из них: «Directorium inquisitorum» (Барселона, 1503; Рим, 1587; Венеция, 1607, etc). Это было руководство для инквизиторов, которое, несмотря на всю его жестокость и нетерпимость, Торквемада признавал слишком мягким.